# کولکینتیک
داروی کولکینتیک(انگلیسی: Cholekinetic) دارویی است که قدرت انقباضی مجرای صفراوی را افزایش می دهد.

## همچنین ببینید
- کولرتیک
- هیدروکلرتیک